# Bloomburg
Bloomburg é uma cidade  localizada no estado norte-americano de Texas, no Condado de Cass.

## Demografia
Segundo o censo norte-americano de 2000, a sua população era de 375 habitantes. 
Em 2006, foi estimada uma população de 369, um decréscimo de 6 (-1.6%).

## Geografia
De acordo com o United States Census Bureau tem uma área de 
2,6 km², dos quais 2,6 km² cobertos por terra e 0,0 km² cobertos por água. Bloomburg localiza-se a aproximadamente 96 m acima do nível do mar.

## Localidades na vizinhança
O diagrama seguinte representa as localidades num raio de 24 km ao redor de Bloomburg. 